# Festisub
 (signalé en juin 2025).
Si vous disposez d'ouvrages ou d'articles de référence ou si vous connaissez des sites web de qualité traitant du thème abordé ici, merci de compléter l'article en donnant les références utiles à sa vérifiabilité et en les liant à la section « Notes et références ».
- Archive Wikiwix
- Bing
- Cairn
- DuckDuckGo
- E. Universalis
- Gallica
- Google
- G. Books
- G. News
- G. Scholar
- Persée
- Qwant
- (zh) Baidu
- (ru) Yandex
- (wd) trouver des œuvres sur Wikidata

Festisub, de son nom complet Festival de l'image sous-marine de Neuchâtel, est un festival suisse.
Il se déroule chaque année depuis 2002 sur les rives du lac de Neuchâtel, au mois de février et présente plusieurs expositions ainsi qu'un un concours de photographies
Il est organisé par une association à but non lucratif homonyme et vise à promouvoir tout ce qui touche au milieu et aux activités aquatiques et subaquatiques. 